# Standards (Bob Brookmeyer)
Bob Brookmeyer and the New Art Orchestra Featuring Fay Claassen: Standards è l'ultimo album di Bob Brookmeyer dove dirige la "New Art Orchestra" in questo disco pubblicato nel 2011 (l'anno della sua scomparsa) dalla ArtistShare records.
L'album fu registrato nel Settembre del 2011, Bob Brookmeyer morì il 16 dicembre del 2011.

## Tracce
1. How Deep Is the Ocean? – 4:48 (Irving Berlin)
2. Get Out of Town – 6:34 (Cole Porter)
3. Love for Sale – 8:41 (Cole Porter)
4. I'm Beginning to See the Light – 6:09 (Duke Ellington)
5. Come Rain or Come Shine – 5:19 (Harold Arlen, Johnny Mercer)
6. Detour Ahead – 5:56 (Herb Ellis, John Frigo, Lou Carter)
7. I Get a Kick Out of You – 9:28 (Cole Porter)
8. Willow Weep for Me – 6:25 (Ann Ronell)

## Formazione
- Bob Brookmeyer - arrangiamenti, conduttore musicale
- Fay Claassen - voce
- Ruud Breuls - tromba (solista nei brani 01, 04 & 08)
- Eckhard Baur - tromba
- Sebastian Strempel - tromba
- Thorsten Beckenstein - tromba
- Torsten Maas - tromba
- Ander Wiborg - trombone
- Christian Jaksjø - trombone
- Dominik Stoger - trombone
- Ed Partyka - trombone
- Paul Heller - reeds (solista nei brani 02 & 05)
- Nils Van Haften - reeds (solista nel brano 07)
- Marko Lackner - reeds
- Oliver Leicht - reeds
- Kris Goessens - pianoforte
- Hendrik Soll - sintetizzatore
- Ingmar Heller - contrabbasso
- John Hollenbeck - batteria